# Pinalia ovata
Pinalia ovata är en orkidéart som först beskrevs av John Lindley, och fick sitt nu gällande namn av Wally Suarez och James Edward Cootes. Pinalia ovata ingår i släktet Pinalia och familjen orkidéer. Inga underarter finns listade i Catalogue of Life.

## Bildgalleri

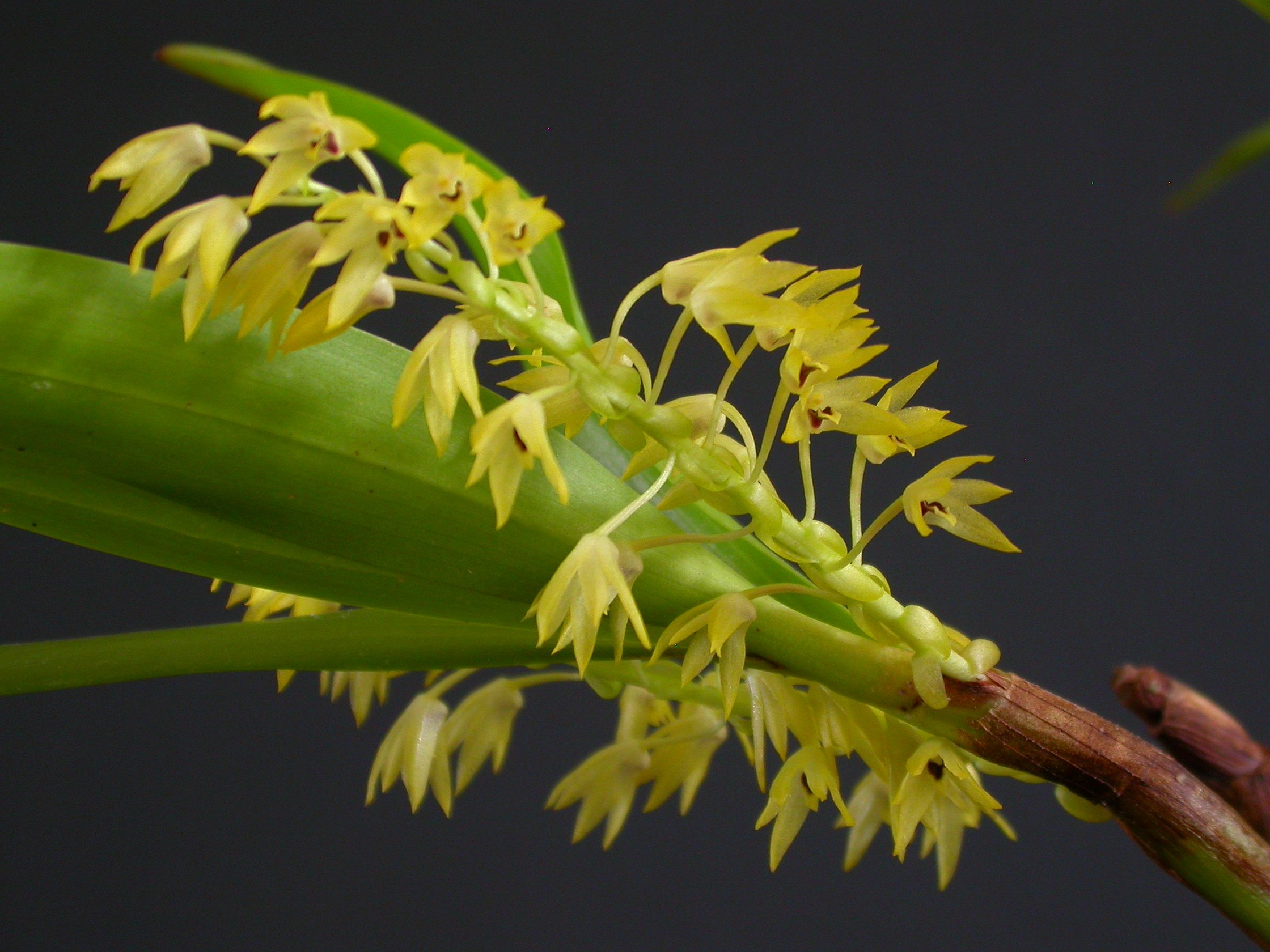
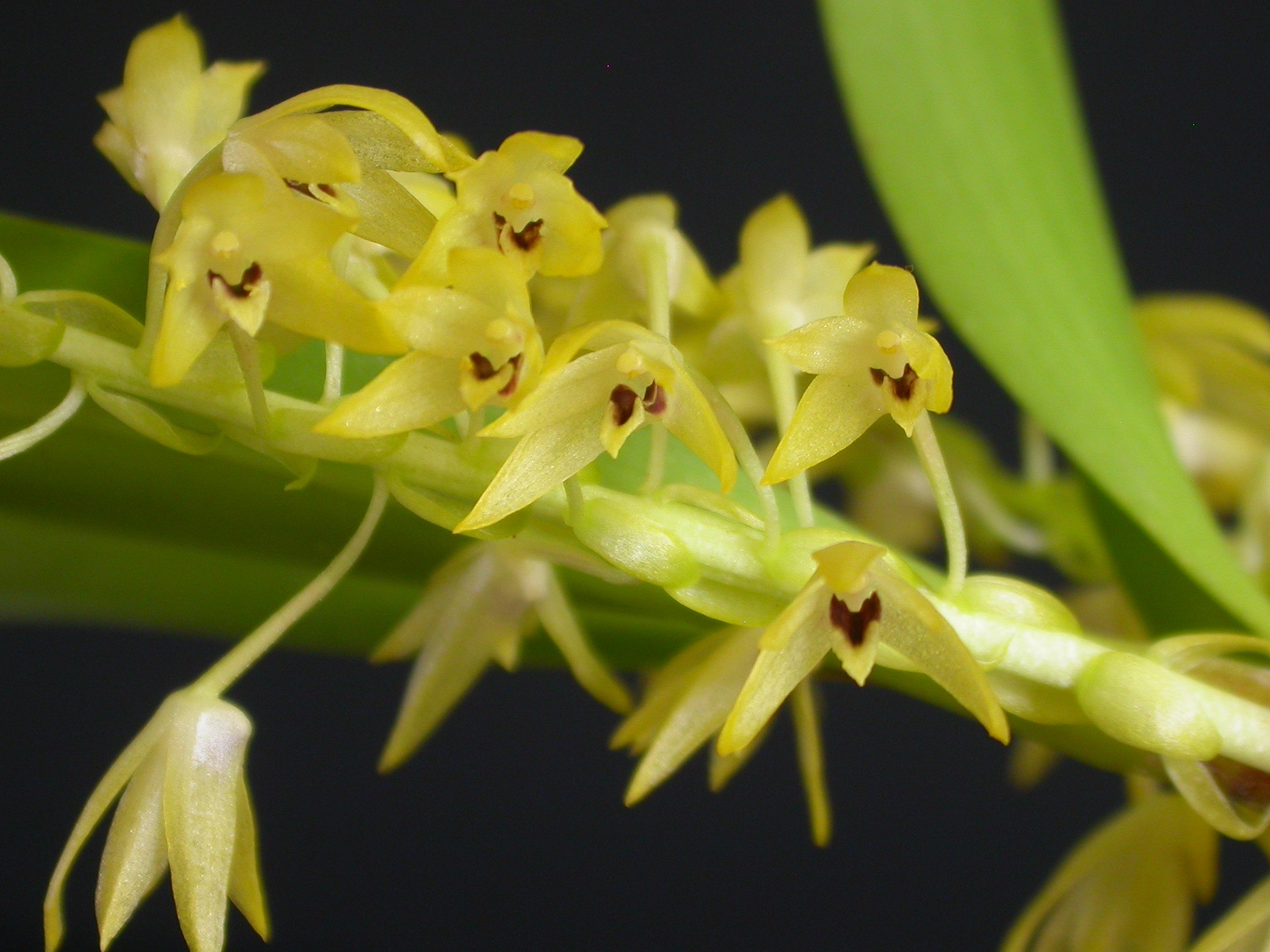
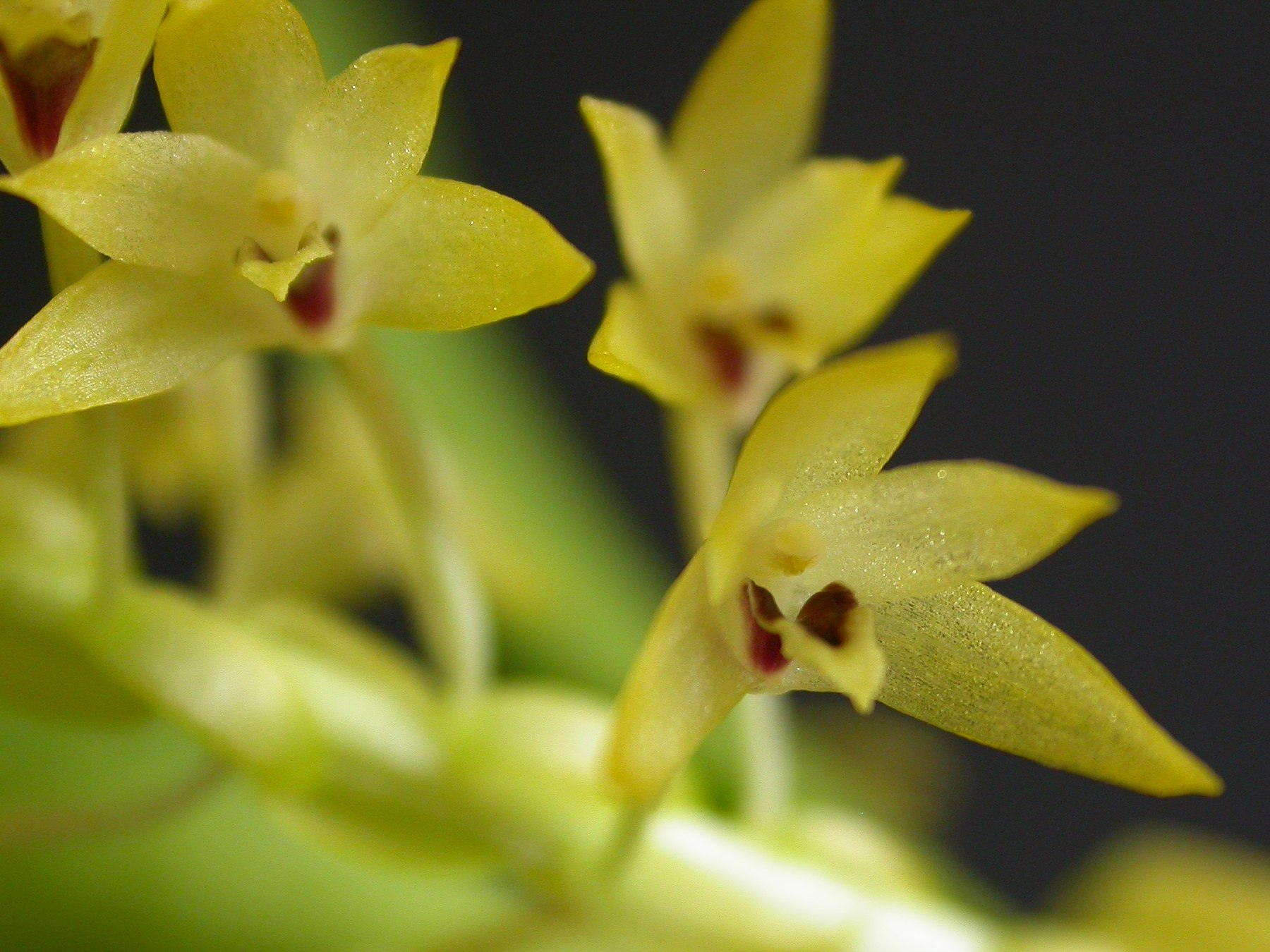